# Jataizinho (kommun)
Jataizinho är en kommun i Brasilien.   Den ligger i delstaten Paraná, i den södra delen av landet, 900 km söder om huvudstaden Brasília. Antalet invånare är 11 859.
Följande samhällen finns i Jataizinho:
- Jataizinho

Omgivningarna runt Jataizinho är en mosaik av jordbruksmark och naturlig växtlighet. Runt Jataizinho är det ganska glesbefolkat, med 39 invånare per kvadratkilometer.